# Distretto di Tambobamba
Il distretto di Tambobamba è un distretto del Perù nella provincia di Cotabambas (regione di Apurímac) con 10.212 abitanti al censimento 2007 dei quali 3.154 urbani e 7.058 rurali.
È stato istituito il 2 gennaio 1857.